# Nathan Chen
Pour les articles homonymes, voir Chen.
Nathan Chen (né le 5 mai 1999 à Salt Lake City) est un patineur artistique américain, triple champion du monde (2018, 2019, 2021) et double champion olympique 2022.

## Biographie

### Carrière sportive
Il remporte la Finale du Grand Prix ISU 2017-2018, les Championnats des quatre continents en 2017, il se classe deuxième lors de la Finale du Grand Prix ISU 2016-2017, il est double champion des États-Unis de Patinage artistique en 2017 et 2018. Il est également médaillé de bronze par équipes aux Jeux olympiques d'hiver de 2018.
Il s'était déjà illustré en obtenant une médaille de bronze aux Championnats du monde juniors de patinage artistique en 2014 et en remportant la Finale du Grand Prix ISU 2015-2016 dans la catégorie junior.
Lors des Jeux olympiques d'hiver de 2018, il se classe en cinquième position de la compétition individuelle. En effet, lors du programme court il se classe dix-septième avec une note de 82,27 mais gagne le programme libre avec une note de 215,08, ce qui lui permet de remonter de douze places au classement général. Lors de ce programme libre, il réalise six quadruples sauts, ce qui fait de lui le premier patineur à réaliser cette performance lors d'une compétition.
Lors des Championnats du monde 2018, il devient le plus jeune champion du monde depuis Plushenko en 2001, distançant le deuxième de 47,63 points (un record jamais égalé aux Jeux ou en Championnats) avec encore six quadruples sauts et un double record personnel (total et libre).
Lors des Jeux olympiques d'hiver de 2022 il bat le record mondial du programme court pour Homme précédemment détenu par Yuzuru Hanyu à hauteur de 113,97 points.
Il est membre de l'équipe mixte américaine médaillée d'argent. Cependant, deux ans plus tard, le Tribunal Arbitral du Sport (TAS) prononce une suspension de quatre ans à l'encontre de Kamila Valieva, membre de l'équipe russe qui a remporté l'or. La décision du Tribunal arbitral du sport signifie que la Russie perd le titre dans l'épreuve par équipe et que les États-Unis récupèrent la médaille d'or devant le Japon.
Chen étudie à L'université Yale.

## Palmarès
| Compétition                                                                           | 2014    | 2015    | 2016    | 2017    | 2018    | 2019    | 2020    | 2021    | 2022    |  |  |  |  |  |
| Jeux olympiques d'hiver                                                               |         |         |         |         | 5e      |         |         |         | 1er     |  |  |  |  |  |
| Championnats du monde                                                                 |         |         | F       | 6e      | 1er     | 1er     | CA      | 1er     | F       |  |  |  |  |  |
| Quatre continents                                                                     |         |         |         | 1er     |         |         |         | CA      |         |  |  |  |  |  |
| Championnats des États-Unis                                                           |         | 8e      | 3e      | 1er     | 1er     | 1er     | 1er     | 1er     | 1er     |  |  |  |  |  |
| Championnats du monde juniors                                                         | 3e      | 4e      | F       |         |         |         |         | CA      |         |  |  |  |  |  |
|                                                                                       |         |         |         |         |         |         |         |         |         |  |  |  |  |  |
| Grand Prix ISU                                                                        | 2013/14 | 2014/15 | 2015/16 | 2016/17 | 2017/18 | 2018/19 | 2019/20 | 2020/21 | 2021/22 |  |  |  |  |  |
| Finale du Grand Prix                                                                  |         |         |         | 2e      | 1er     | 1er     | 1er     | CA      | CA      |  |  |  |  |  |
| Skate America                                                                         |         |         |         |         | 1er     | 1er     | 1er     | 1er     | 3e      |  |  |  |  |  |
| Skate Canada                                                                          |         |         |         |         |         |         |         | CA      | 1er     |  |  |  |  |  |
| Trophée de France                                                                     |         |         |         | 4e      |         | 1er     | 1er     | CA      |         |  |  |  |  |  |
| Coupe de Russie                                                                       |         |         |         |         | 1er     |         |         |         |         |  |  |  |  |  |
| Trophée NHK                                                                           |         |         |         | 2e      |         |         |         |         |         |  |  |  |  |  |
| Légende : F = Forfait ; CA = Compétitions annulées à cause de la pandémie de Covid-19 |         |         |         |         |         |         |         |         |         |  |  |  |  |  |

## Programmes
| Saison    | Programme court | Programme libre | Exhibition |
| --------- | --- | --- | --- |
| 2018–2019 | - Caravan (1936, jazz) par Fanfare Ciocărlia choreg. par Shae-Lynn Bourne                                                                          | - Land of All by Woodkid choreo. par Samuel Chouinard, Marie-France Dubreuil                                                 | - - |
| 2017–2018 | - Nemesis par Benjamin Clementine chorégraphie par Shae-Lynn Bourne                                                                                | - Mao's Last Dancer par Christopher Gordon - Sacre du printemps par Igor Stravinsky chorégraphie par Lori Nichol             | - No Good par Kaleo chorégraphie par Shae-Lynn Bourne - Parachute par Otto Knows chorégraphie par Benoît Richaud                    |
| 2016–2017 | - Le Corsaire par Adolphe Adam, Léo Delibes chorégraphie par Marina Zueva                                                                          | - Danses polovtsiennes (du Prince Igor) par Alexander Borodin chorégraphie par Nadia Kanaeva                                 | - Parachute par Otto Knows chorégraphie par Benoît Richaud - Stole the Show par Kygo avec Parson James chorégraphie par Nathan Chen |
| 2015–2016 | * Smile (basé sur le thème des Temps modernes) interprété par Michael Jackson - Smooth Criminal par Michael Jackson chorégraphie par Nadia Kanaeva | - Symphonie no 3 avec orgue par Camille Saint-Saëns chorégraphie par Nikolai Morozov                                         | - Dream On par Aerosmith chorégraphie par Nathan Chen                                                                               |
| 2014–2015 | - Smile (basé sur le thème des Temps Modernes) interprété par Michael Jackson - Smooth Criminal par Michael Jackson chorégraphie par Nadia Kanaeva | - Concerto pour piano no 1 en mi mineur par Frederic Chopin chorégraphie par Nadia Kanaeva                                   | - Best Day of My Life par American Authors interprété par Corey Gray chorégraphie par Adam Rippon                                   |
| 2013–2014 | - L'Eté - L'Hiver (Les Quatre Saisons) par Antonio Vivaldi chorégraphie par Nadia Kanaeva                                                          | - Chattanooga Choo Choo par Glenn Miller - Summertime (de Porgy and Bess) par George Gershwin chorégraphie par Nadia Kanaeva | - Home par Phillip Phillips chorégraphie par Phillip Mills                                                                          |
| 2012–2013 | - Prélude et Allegro par Fritz Kreisler chorégraphie par Nadia Kanaeva, Rafael Arutyunyan                                                          | - Les Trois Mousquetaires (bande son) par Alexandre Dumas chorégraphie par Stephanie Grosscup                                | |
| 2011–2012 | - WALL-E (bande son) par Thomas Newman chorégraphie par Stephanie Grosscup                                                                         | - Le Parrain (bande son) par Nino Rota chorégraphie par Evgenia Chernyshova                                                  | - Stereo Hearts par Gym Class Heroes chorégraphie par Evgenia Chernyshova                                                           |
| 2010–2011 | - Rawhide (musique de la série télévisée de 1959) chorégraphie par Evgenia Chernyshova                                                             | - Rhapsodie Hongroise no 2 composée par Franz Liszt interprétée par Lang Lang chorégraphie par Evgenia Chernyshova           | - Rawhide (musique de la série télévisée de 1959) chorégraphie par Evgenia Chernyshova                                              |
| 2009–2010 | - Kung Fu Panda (bande son) par Hans Zimmer chorégraphie par Stephanie Grosscup                                                                    | - Pierre et le Loup par Sergei Prokofiev interprété par L'orchestre de Philadelphie chorégraphie par Evgenia Chernyshova     | - Pierre et le Loup par Sergei Prokofiev interprété par L'orchestre de Philadelphie chorégraphie par Evgenia Chernyshova            |

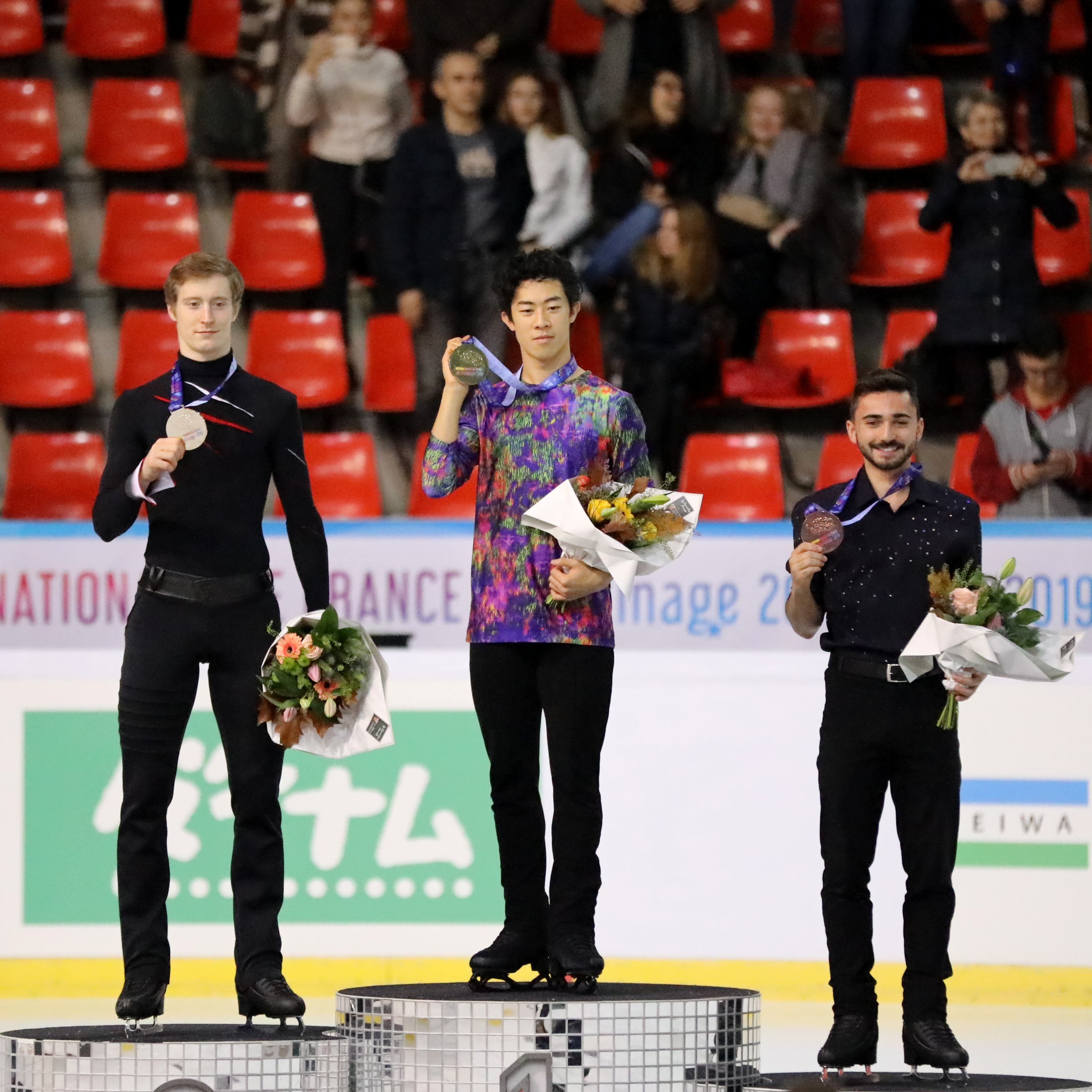
Podium des Internationaux de France 2019, à Grenoble